# Ембу (Кенија)
Ембу (енгл. Embu) је главни град Источне провинције у Кенији. Налази се у близини планине Кенија. Основне привредне делатности у граду Ембу је трговина. Становништво у граду Ембу припада највећим делом етничкој групи Ембу.
Према попису из 1999. године у граду је живело 31.500 становника.